# تئاتر کمدی موزیکال پارونیان
تئاتر کمدی موزیکال پارونیان (انگلیسی: Paronyan Musical Comedy Theatre) یک سالن نمایش در ایروان، ارمنستان است.
این تئاتر که در ناحیه کنترون در نزدیکی میدان جمهوری ایروان قرار دارد در سال ۱۹۴۱ تأسیس شده‌است.

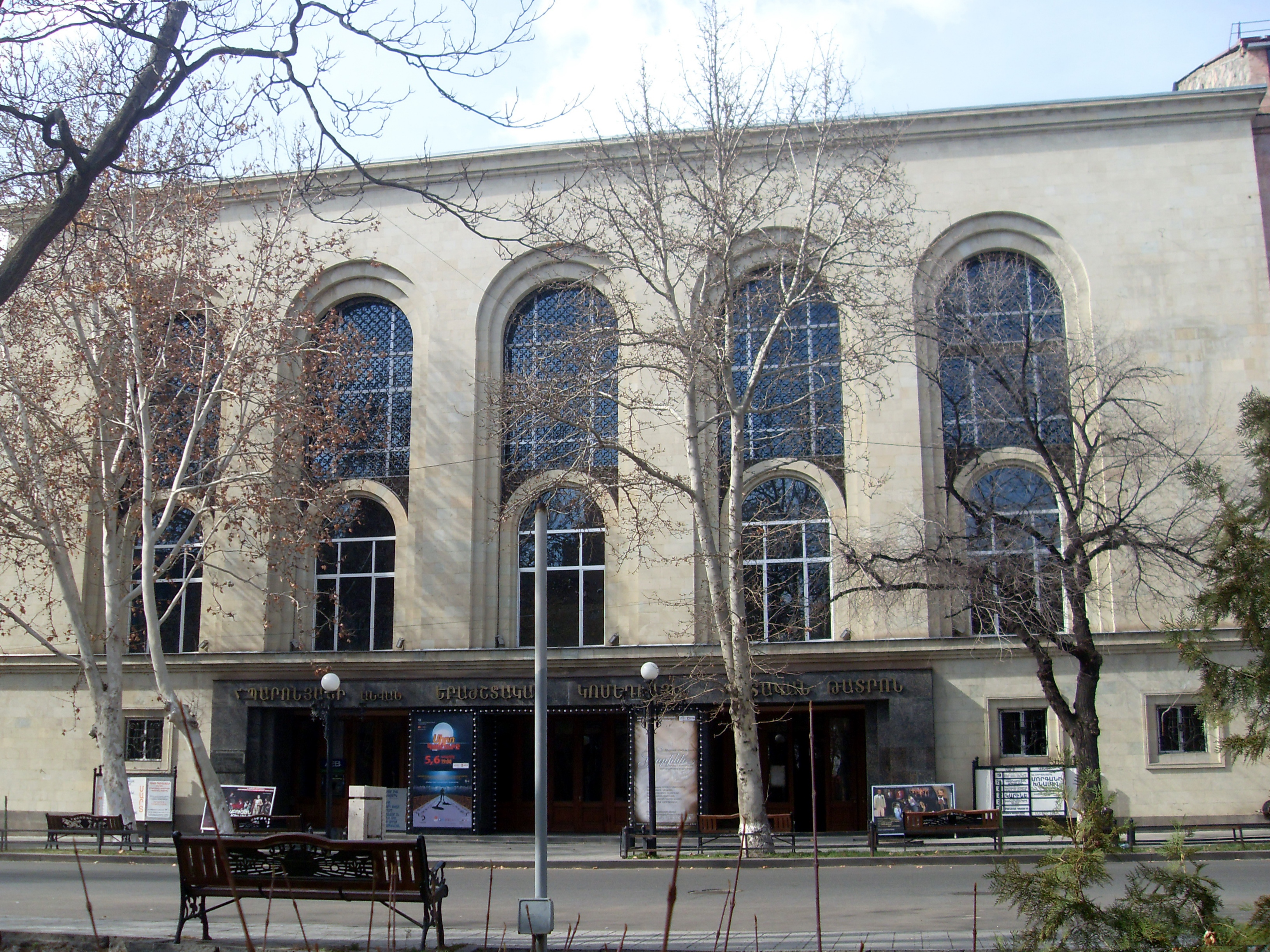
نمایی از ساختمان تئاتر